# Nordic Service Partners

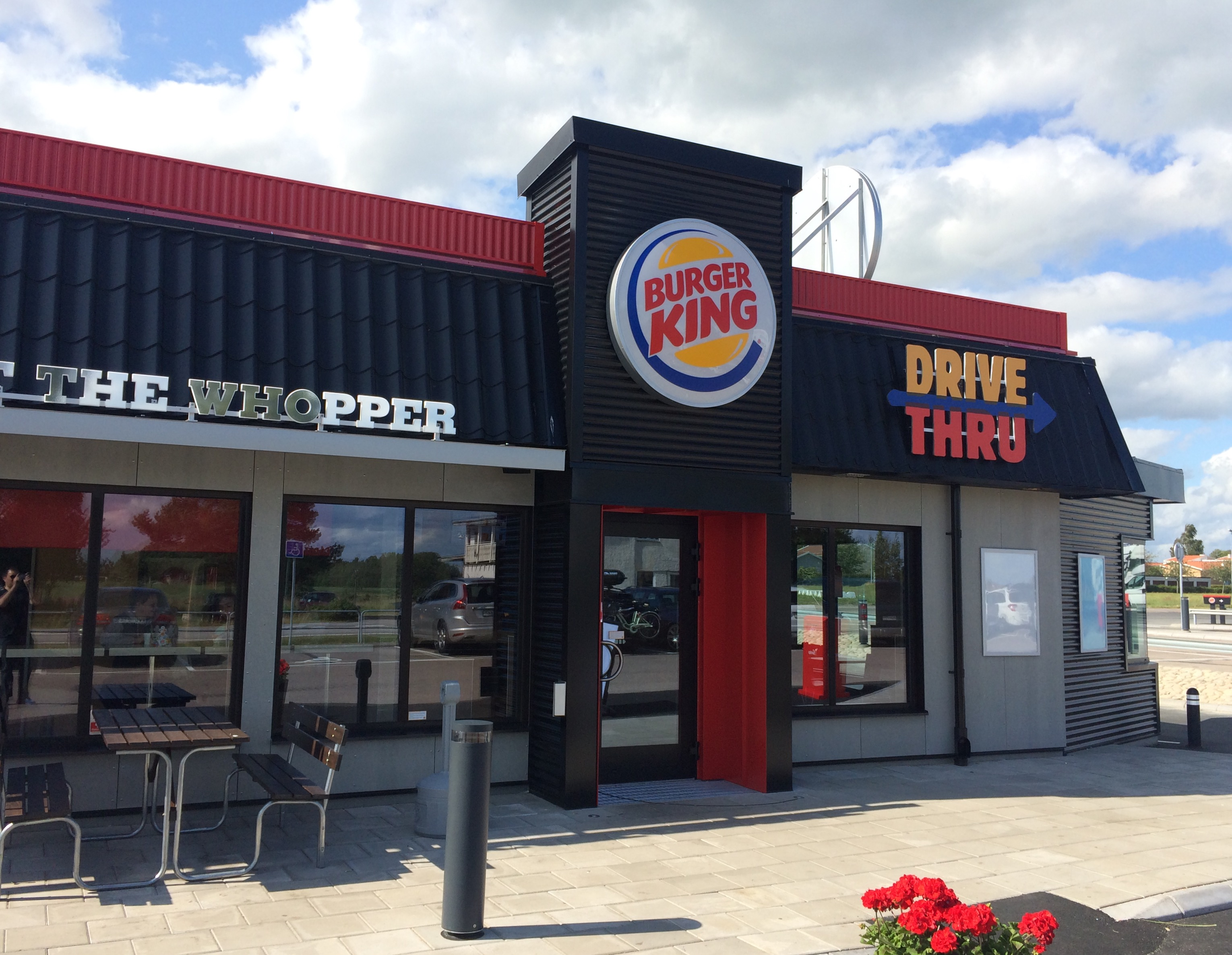
Burger King i Brålanda

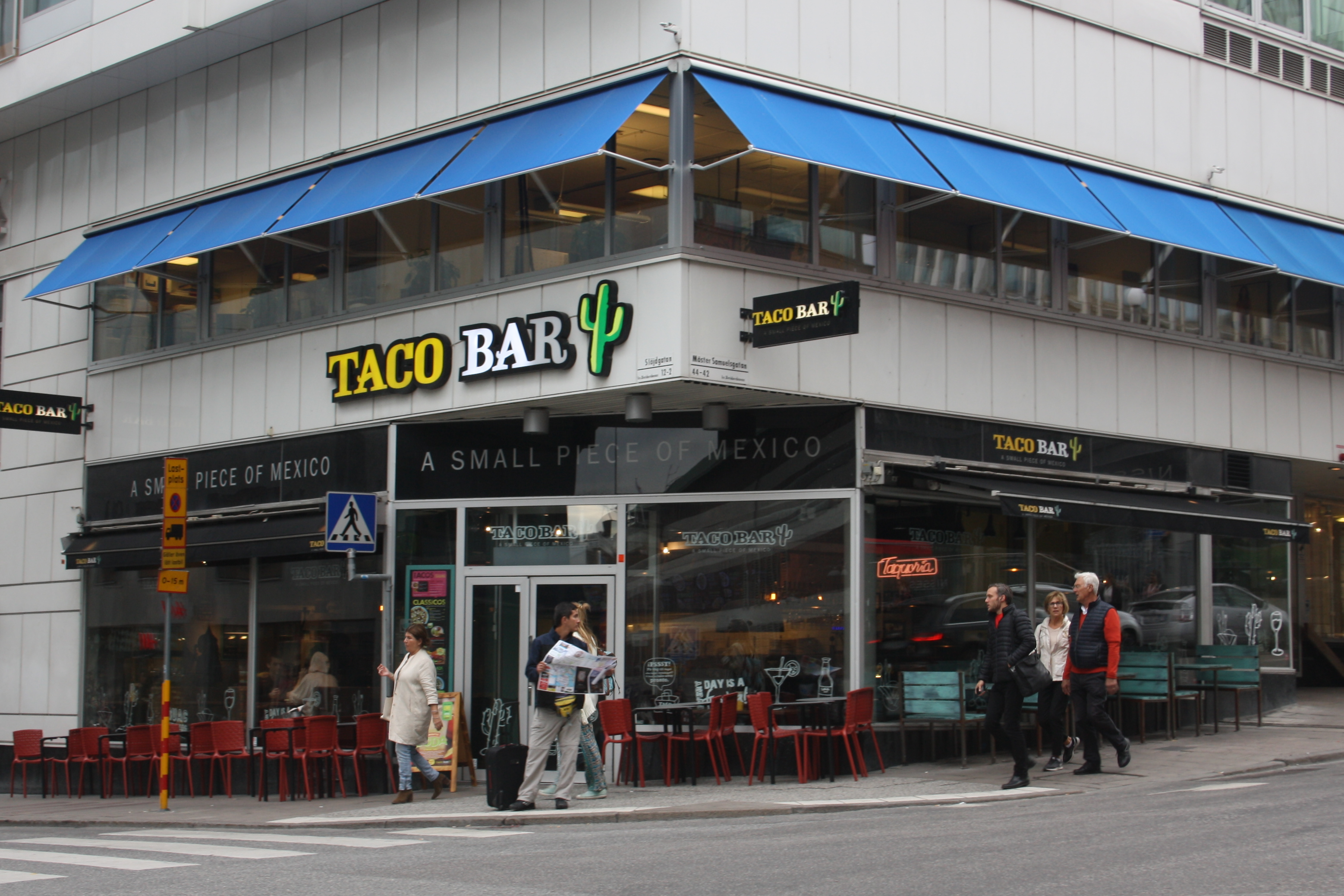
Taco Bar i Stockholm

Nordic Service Partners Holding AB (NSP) är ett av Sveriges största restaurangföretag med inriktning på snabbservicerestauranger. NSP:s verksamhet omfattar ett 60-tal Burger King-restauranger i Sverige och Danmark vilket gör bolaget till Burger Kings största franchisetagare i Norden. Bolaget ägde också fram till 2014 varumärket och rättigheterna till varumärket Taco Bar som omfattar ett 20-tal franchiserestauranger i Sverige.
Den 5 februari 2014 meddelade NSP att man ingått avtal med restaurangföretaget Yum! Brands om att etablera restaurangkedjan KFC i Sverige.
NSP noterades den 15 januari 2008 på NASDAQ OMX Stockholm. Den 20 juli 2016 avnoterades NSP efter att Etib Holding II AB hade förvärvat 98% av aktierna. 